# 箭叶大丁草
箭叶大丁草（学名：Gerbera maxima）是菊科大丁草属的植物。分布于不丹、印度、尼泊尔、巴基斯坦、泰国以及中国大陆的西藏等地，生长于海拔2,300米的地区，多生于林缘，目前已由人工引种栽培。
其种加词“maxima”意为“大的”。
现接受名为箭叶火石花（Oreoseris maxima (D.Don) X.D.Xu & W.Zheng, 2018）。